# Ел Мухалаб бин Аби Суфра
Ел Мухалаб бин Аби Суфра, (أبو سعيد, المهلّب بن أبي صفرة الأزدي), такође познат као Абу Саид (Дибба, Оман, 632 — Хорасан, фебруар 702) био је арапски војсковођа из доба Омејадског Калифата. Службу је почео под калифом Муавијом I водећи походе на источним границама Калифата, када су освојена подручја између данашњег Кабула и Мултана. Након Муавијине смрти и избијања Друге фитне, напустио је Омејаде и прешао на страну анти-калифа ʿАбд Алāх ибн ел-Зубајра. Он му је поверио гушење хариџитске побуне у Ираку па га именовао за гувернера Басре, града који је тада добио име Басра Ел Мухалаб. Касније је опет прешао у омејадску службу, па га је Ел-Хаџаџ именовао за гувернера Великог Хорасана. На том месту је остао до смрти.